# Теодор Тодоров (футболист, р. 1999)
Теодор Спасов е български футболист, който играе за Борислав Първомай като нападател. Роден е през 2011година.

## Кариера

### Спартак (Плевен)
Теодор е юноша на плевенския Спартак. През сезон 2016/2017 когато Спартак е във Втора професионална лига започва тренировки с първия отбор като трети вратар. През пролетта все по-често започва да попада в групата и да е втори избор, но така и не ззаписва официален мач. На 16 август 2017. е преотстъпен да трупа опит в Павликени.